# 全国健康生活普及会
全国健康生活普及会（ぜんこくけんこうせいかつふきゅうかい）とは、東京都渋谷区に本部を構えるカイロプラクティックの技術と総合指導法を普及していく活動支援団体。1977年に設立され、主にカイロプラクティックの技術指導ならびに独立開業や副業支援を目的として、全国におよそ250の支部を持つ。全健会（zenkenkai）とも称される。テキサスカイロ大学と提携しカイロプラクティック技術の普及に務める他、施術院開業などのサポートを行っている。

## 特徴
- 米国カイロプラクティック医師学会（AACP）やテキサスカイロプラクティックカレッジ（TCC）といったアメリカにあるカイロプラクティック団体との提携しており、アメリカの技術を学ぶための研修が存在する。
- 初級カイロ事業セミナーの事前説明会と家庭内健康法勉強会への参加を通し、全健会の活動やカイロプラクティックの取り組みを広める活動を行っている。
- 事業展開のマネジメント法や美容ケアなどの観点からカイロプラクティックの普及を行っている。

## 略歴
- 1977年 - 全国健康生活普及会として設立
- 1991年 - 日本カイロプラクティック連合会（JCA）発足
- 2002年 - 本部を東京都新宿区に移転
- 2004年 - 日本カイロプラクティック教育諮問委員会（JCCE）発足
- 2005年 - NPO法人ホリスティックビューティインターナショナル（HBI）設立
- 2014年 - 本部およびセミナールームを東京都渋谷区に移転[1]
- 2015年 - 新たにzenkenkai.tvを開設
- 2016年 - 美容カイロに関するhbiが公式サイトを開設

## 事業内容
- 初級カイロ事業セミナー - 主に初級者向けに部位別カイロプラクティック技術実習や栄養療法、運動療法を始めとする生活習慣に関する指導法、他にビジネス講義などが行われる。

- 腰肩集中事業セミナー - 臨床で特に多い肩こりや腰痛に対する技術講習を行う。主に、関節の可動性や位置の正常化、筋肉、靭帯及び関節包と筋膜の異常な緊張を和らげ、リンパ液や血液の循環を促進させるとするオステオパシーなどの講習が行われる。

- 中級カイロ事業セミナー
- 上級カイロ事業セミナー
- 優秀カイロプラクター事業セミナー
- A級カイロプラクター事業セミナー
- AACPメンバーシップセミナー
- 美容カイロエステティック - 姿勢改善のためのカイロテクニックと、美容改善のためのエステティックの技術を合わせたものとされる。Holistic Beauty International（hbi）とも称される。
- 海外研修 - 1992年よりアメリカでのカイロプラクティック研修を開始。テキサスカイロ大学などで研修を行っているほか、hbiではニース、エレガンス・スパ＆ビューティ・アカデミーとのタイアップによる「フランス・海外エステティック研修」を実施している。

## 広告・宣伝活動

### テレビ出演
- ビジネスフラッシュ（千葉テレビ、2015年）[2]
- More Smile？カイロで笑顔になろう？（千葉テレビ、2015年）[3]
- シャキット!（千葉テレビ、テレビ神奈川、テレビ埼玉、2016年）[4]

### 書籍・出版物
- 『背骨＆骨盤 ゆがみを直せば若返る！ おうちでできるアメリカ発カイロプラクティック[5]』（監修）
- 『首 腰 つちふまず 「美の三大アーチ」を整えればずっとキレイでいられる![6]』（監修）

## 関連団体

### 関連団体
- 日本カイロプラクティック連合会（JCA）
- 日本カイロプラクティック教育諮問委員会（JCCE）

### 関連会社
- 株式会社日本直販総本社

### 提携・協賛団体
- テキサスカイロプラクティックカレッジ（TCC）
- 医学団体日本成人病予防協会
- エレガンス・スパ＆ビューティ・アカデミー（ELEGANCE SPA & BEAUTY ACADEMIES）
- 一般社団法人日本エステティック協会